# كلارنس بورك
كلارنس بورك هو طبيب وسياسي كندي، ولد في 28 مارس 1918 في إيدموندستون ‏ في كندا، وتوفي في 11 سبتمبر 2008. نشط حزبياً في الجمعية الليبرالية لنيو برونزويك ‏. وقد انتخب عضو الجمعية التشريعية لنيو برونزويك ‏.